# Stade de l’Amitié
Das Stade de l'Amitie (englisch Friendship Stadium, voller Name: „Stade de l’Amitié Général Mathieu Kérékou“) ist ein Fußballstadion mit Leichtathletikanlage in der beninischen Stadt Cotonou, Département Littoral. Es ist mit 35.000 Zuschauerplätzen das größte Stadion des Landes und ist die Heimspielstätte der beninischen Fußballnationalmannschaft. Es wird auch für Konzerte genutzt.
Nachdem Benin 2002 den Zuschlag für die U-17-Afrika-Cup 2005 erhalten hatte, wurden Renovierungsarbeiten angekündigt. Letztendlich fand das Turnier in Gambia statt.
Nach dem Tod ehemaligen des Staatspräsidenten Mathieu Kérékou im Oktober 2015, benannte Staatspräsident Boni Yayi das Stadion ihm zu Ehren in Stade de l’Amitié Général Mathieu Kérékou um. Am 30. März 2016 wurde die Modernisierung nach den FIFA-Anforderungen in Zusammenarbeit mit dem chinesischen Staat beschlossen. China übernahm u. a. die Kosten der Renovierung. Im November 2018 begann die Renovierung der Anlage, die am 1. Juli 2021 wiedereröffnet wurde.